# Avvelenamento da organofosfati
L'avvelenamento da organofosfati è l'intossicazione dovuta agli organofosfati (OP), sostanze utilizzate come insetticidi, farmaci e agenti nervini.

## Epidemiologia
Gli organofostati sono una delle cause più comuni di avvelenamento in tutto il mondo, con i primi casi segnalati nel 1962. Si contano quasi 3 milioni di avvelenamenti ogni anno che provocano duecentomila morti. Il tasso di mortalità si aggira dunque intorno al 15%.

## Eziologia
Gli organofostati sono una delle cause più comuni di avvelenamento in tutto il mondo e sono spesso collegati ai tentativi di suicidio nelle aree agricole dei paesi in via di sviluppo. Difficilmente questo tipo di avvelenamento è accidentale e l'esposizione può avvenire bevendo tali sostanze, inalandone i vapori o per via cutanea.

## Sintomi
I sintomi includono salivazione eccessiva, aumento della lacrimazione, diarrea, vomito, miosi, sudorazione, tremori muscolari e confusione. Sebbene l'insorgenza dei sintomi avvenga spesso entro pochi minuti o ore, alcuni sintomi possono manifestarsi anche dopo settimane, durando all'incirca qualche giorno o settimana.

## Diagnosi
La diagnosi è generalmente basata sui sintomi e può essere confermata misurando l’attività della butirrilcolinesterasi nel sangue. Può presentarsi in modo simile anche l'avvelenamento da carbammato.
Inoltre, i ritardanti di fiamma organofosfati impediscono la maturazione degli oligodendrociti.

## Trattamento
I trattamenti principali prevedono la somministrazione di atropina e ossime, come la pralidossima e il diazepam. Si raccomanda inoltre l'utilizzo di trattamenti generici quali la somministrazione di fluidi per via endovenosa e di ossigenoterapia. Il carbone attivo o altri mezzi somministrati per via orale non si sono invece dimostrati utili. Anche se teoricamente esiste il rischio di contaminazione degli operatori sanitari che vengono in contatto con i pazienti, esso risulta essere relativamente basso.

### Prevenzione
Le strategie di prevenzione includono il divieto di utilizzo degli organofosfati più tossici. A chi lavora con i pesticidi è raccomandato l'uso di indumenti protettivi e di fare la doccia prima di rientrare nella propria abitazione.